# 美国创新与竞争法
《美国创新与竞争法》（英語：U.S. Innovation and Competition Act），原名《无尽边疆法》（英語：Endless Frontier Act）是美国纽约州民主党参议员查克·舒默和印第安纳州共和党参议员托德·揚推动的美国立法，授权在未来五年内投入1100亿美元用于基础和先进技术研究。在人工智能、半导体、量子计算、高级通信、生物技术和高级能源等基础和高级研究，商业化以及教育和培训计划方面的投资总计达将1000亿美元。由于担心半导体芯片短缺会损害汽车生产，计划将100亿美元用于指定的10个区域技术中心并制定供应链危机应对计划。该法案计划通过创造更多高薪工作并帮助改善经济和国家安全，其目的是针对中国。尽管该法案在很大程度上得到了民主黨和共和黨的共识，但是对于如何避免将钱投资到与中国共产党有关的公司中，还有一些特殊的担忧有待解决。
2021年5月12日，美国参议院商务委员会最终以24比4的表决结果，审议通过了《无尽边疆法》，此后參議院於2021年6月8日表決通過。众议院类似法案正在推动中。
2021年6月9日，中国外交部发言人汪文斌批评该法案的涉华内容“歪曲事实，诋毁中国发展道路和内外政策，宣传中国威胁论，鼓吹开展对华战略竞争”，“充斥冷战思维和意识形态偏见”。
2021年11月，一些美国企业高管收到了来自中国驻美大使馆的信件。这些信件要求美国企业在可能违反《外国代理人登记法》的情况下，游说美国国会议员改变或放弃寻求增强美国竞争力的法案。中国大使馆明确要求美国高管反对《美国创新与竞争法》及《鹰法》，并警告如果法案通过，这些公司将面临失去中国市场份额或收入的风险。